# Mezinárodní federace novinářů
Mezinárodní federace novinářů (anglicky International Federation of Journalists – IFJ) je celosvětová federace profesních svazů novinářů. Zastupuje více než 600 000 mediálních pracovníků ze 187 organizací ve 146 zemích (jediným zástupcem ČR je Syndikát novinářů). IFJ je přidruženým členem UNESCO a od roku 1953 zastupuje novináře v Organizaci spojených národů (ILO). Spolupracuje s Mezinárodní konfederací odborových svazů (ITUC) a Odborovým poradním výborem při OECD. Předsedou je marocký novinář a odborář Younes Mjahed. Anthony Bellanger, francouzský novinář a odborář, je generálním tajemníkem organizace. Na požádání IFJ doručí členům svých přidružených organizací International Press Card, novinářský průkaz schválený národními novinářskými organizacemi ve více než 130 zemích. Sídlo federace se nachází v Bruselu v Belgii.

## Monitoring věznění a zabíjení novinářů
V prosinci 2023 v předvečer mezinárodního Dne lidských práv zveřejnila federace seznam 94 novinářů a pracovníků médií, kteří byli v roce 2023 zabiti v souvislostí se svou prací. Dále federace uvádí, že ve světě je celkem uvězněno 393 novinářů a pracovníků médií, nejvíce v Číně a Hongkongu (80), v Myanmaru (54), v Turecko (41), v Rusku na jím okupovaném Krymu (40) a Bělorusku (35).
Drtivá většina zabitých novinářů (68) připadá na válku Izraele s hnutím Hamas. Z toho šlo o 61 palestinských novinářů zabitých v pásmu Gazy, o 4 izraelské novináře zabité během útoků Hamásu na hudební festival Supernova a na kibucy Nahal Oz a Kfar Aza, a o 3 libanonské novináře zabité Izraelem nedaleko společné hranice obou zemí. Tento konflikt je tak pro pracovníky médií nejsmrtelnější za více 30 let, kdy Mezinárodní federace novinářů monitoruje oběti z řad novinářů. Pro srovnání, v Evropě byli v roce 2023 zabiti 3 novináři, a to v souvislosti s ruskou invazí na Ukrajinu. 
V roce 2022 zaznamenala IFJ na celém světě 43 zabitých novinářů.